# Dunst Margit
Dunst Margit Ilona (magyarosítva: Dunszt Margit, férjezett nevén: Fázmán Ferencné) (Budapest, 1890. április 1. – Budapest, 1959. január 20.) magyar opera-énekesnő (szoprán).

## Élete és munkássága
Dunst Gyula kereskedő és Gängel Etelka (1863–1945) gyermekeként született. Zenei tanulmányait 1916 és 1920 között Sik József tanítványaként a Zeneművészeti Főiskola opera-tanszakán végezte. Oklevelének megszerzése után a Mátyás-templom énekesnője lett. Ezután két évig a Józsefvárosi Zenedében működött, majd a Szent István-bazilika szólistája volt. 1923 és 1926 között tagja volt a Magyar Állami Operaháznak. Több alkalommal szerepelt a Magyar Rádióban.
Férje Fázmán Ferenc (1889–1949), befolyásos közéleti személyiség volt, aki jelentős támogatást nyújtott művészi pályájához. 1924. június 26-án Budapesten, a Józsefvárosban kötöttek házasságot.
1959. január 20-án hunyt el Budapesten.

## Színházi szereplései
| Dátum | Mű                      | Szerző         | Helyszín       | Karmester    |
| ----- | ----------------------- | -------------- | -------------- | ------------ |
| 1924. | Pro Integritate Patriae | Rieger         | Gellért Szálló | Szikla Adolf |
| 1924. | Két pasztell            | Toldy László   | Gellért Szálló | Szikla Adolf |
| 1924. | Aida – ária             | Giuseppe Verdi | Gellért Szálló | Szikla Adolf |